# Commanderie du Perchoy
La commanderie du Perchoy était une commanderie dont l'origine remonte aux Templiers et qui se trouvait dans le département de l'Aube. À la suite du procès de l'ordre du Temple au début du XIVe siècle, elle fut dévolue aux Hospitaliers.

## Histoire
La création remonte à la donation faite par André de Saint-Phal et ses frères vers 1197 de terres et du bois du Perchois.

### L'ordre du Temple
La maison du Temple du Perchoy est citée en 1254, d'abord sous la forme « domus Templi de Percheio » lorsque Androin, seigneur de Saint-Phal cède un bois situé sous Saint-Phal au templiers puis en tant que « domum nostram de Percheyo ; domus nostre ac fratrum nostrorum de Percheyo » la même année lorsque les habitants de Fays ont ravagé le bois et la commanderie car leur droit d'usage du bois leur était contesté. Le commandeur était seigneur du Perchois et avait la justice du lieu, la commanderie avait une chapelle.

### L'ordre de Saint-Jean de Jérusalem
Au cours du XVe siècle elle est réunie à la commanderie de Troyes et les propriétés représentaient plus de 1 230 arpents, la moitié en bois, deux étangs.
En 1664 les hospitaliers avaient une tuilerie.
En 1788 la commanderie comptait cinq feux.